# Nickelodeon Kids’ Choice Awards 2009
22. gala Nickelodeon Kids’ Choice Awards odbyła się 28 marca 2009 o godz. 20.00. Prowadzącym galę był Dwayne „The Rock” Johnson. Gala pierwszy raz była transmitowana na polskim Nicku. Transmisja odbyła się w niedzielę 26 kwietnia. Stacja pokazała relację w wersji lektorskiej.

## Prowadzący
Dwayne „The Rock” Johnson

## Nominacje

### Film

#### Najlepszy film
- Opowieści na dobranoc
- Mroczny Rycerz
- High School Musical 3: Ostatnia klasa (zwycięstwo)
- Iron Man

#### Najlepszy film animowany
- Piorun
- Kung Fu Panda
- Madagaskar 2 (zwycięstwo)
- WALL·E

#### Najlepszy dubbing filmu animowanego
- Jack Black (Po, Kung Fu Panda) (zwycięstwo)
- Jim Carrey (Horton, Horton słyszy Ktosia)
- Miley Cyrus (Penny, Piorun)
- Ben Stiller, (Alex, Madagaskar 2)

#### Najlepszy aktor
- Jim Carrey (Jestem na tak)
- George Lopez (Cziłała z Beverly Hills)
- Adam Sandler (Opowieści na dobranoc)
- Will Smith (Hancock) (zwycięstwo)

#### Najlepsza aktorka
- Jennifer Aniston (Marley i Ja)
- Anne Hathaway (Dorwać Smarta)
- Vanessa Hudgens (High School Musical 3: Ostatnia klasa) (zwycięstwo)
- Reese Witherspoon (Cztery Gwiazdki)

### Muzyka

#### Najlepsza piosenka
- I Kissed a Girl (Katy Perry)
- Don’t Stop the Music (Rihanna)
- Single Ladies (Beyoncé) (zwycięstwo)

#### Najlepsza grupa muzyczna
- Daughtry
- Jonas Brothers (zwycięstwo)
- Linkin Park
- Pussycat Dolls

#### Najlepszy piosenkarz
- Jesse McCartney (zwycięstwo)
- Kid Rock
- T-Pain

#### Najlepsza piosenkarka
- Beyoncé
- Miley Cyrus (zwycięstwo)
- Alicia Keys
- Rihanna

### Telewizja

#### Najlepszy film
- Hannah Montana
- iCarly (zwycięstwo)
- Nie ma to jak hotel
- Zoey 101

#### Najlepsza aktorka telewizyjna
- Miranda Cosgrove (iCarly)
- Miley Cyrus (Hannah Montana)
- America Ferrera (Brzydula Betty)
- Selena Gomez (Czarodzieje z Waverly Place) (zwycięstwo)

#### Najlepsza kreskówka
- Wróżkowie chrzestni
- Fineasz i Ferb
- Simpsonowie
- SpongeBob Kanciastoporty (zwycięstwo)

#### Najlepszy program
- Zostań top modelką
- Idol (zwycięstwo)
- Czy jesteś mądrzejszy od 5-klasisty?
- Grasz czy nie grasz?

#### Najlepszy aktor telewizyjny
- Jason Lee (Na imię mi Earl)
- Dylan Sprouse (Nie ma to jak hotel) (zwycięstwo)
- Cole Sprouse (Nie ma to jak hotel)
- Nat Wolff (The Naked Brothers Band)

### Sport

#### Najlepsza sportsmenka
- Candace Parker (zwycięstwo)
- Danica Patrick
- Serena Williams
- Venus Williams

#### Najlepszy sportowiec
- LeBron James
- Michael Phelps
- Peyton Manning (zwycięstwo)
- Tiger Woods

### Pozostałe kategorie

#### Najlepsza gra video
- Guitar Hero World Tour (zwycięstwo)
- Mario Kart Wii
- Mario Super Sluggers
- Rock Band 2

#### Najlepsza książka
- Dziennik cwaniaczka
- Dziennik cwaniaczka Do It Yourself Book
- Harry Potter seria
- Zmierzch seria (zwycięstwo)